# Radio News
Radio News (deutsch „Radio-Nachrichten“) war eine US‑amerikanische Radio-Fachzeitschrift. Dem damaligen Zeitgeist entsprechend, umfasste sie auch verschiedene funktechnische Aspekte, insbesondere der Hörfunk- und bald auch der frühen Fernsehtechnik.

## Geschichte
Gegründet von Hugo Gernsback (1884–1967) etwa ein halbes Jahr nach dem Ersten Weltkrieg, entwickelte sich die Zeitschrift schnell zu einem erfolgreichen und vielgelesenen Fachblatt für Radio- und Fernsehtechnik. In den nahezu vierzig Jahren ihres Bestehens erschienen bis April 1959 insgesamt 477 Ausgaben.
Im ersten Jahr, von Juli 1919 bis Mitte 1920, lautete der Titel noch Radio Amateur News, also „Nachrichten für Funkamateure“, bevor er auf Radio News gekürzt wurde. Dies blieb so, bis er im Jahr 1948 schließlich auf Radio and Television News erweitert wurde, obwohl die Fernsehtechnik bereits seit den frühen Anfängen eine Rolle gespielt hatte. Nachdem die Schreibweise zunächst Radio & Television News war, wurde sie 1957 auf Radio & TV News verkürzt.
Das Bild oben zeigt die Titelseite der November-Ausgabe von 1928. Zu sehen ist Hugo Gernsback in seiner Wohnung in Manhattan, wie er eine Fernsehübertragung seines Senders WRNY auf einem kleinen Bildschirm ansieht. Das quadratische Fernsehbild ist 1,5 Zoll (4 cm) groß und stellt 48 Zeilen mit 7,5 Bildern pro Sekunde dar.
Für historisch interessierte Menschen bietet diese Zeitschrift heute einen wertvollen Informationsschatz, aus dem die Entwicklung der elektronischen Medien in der ersten Hälfte des 20. Jahrhunderts, speziell in den Vereinigten Staaten, abgelesen werden kann. Alle Hefte wurden inzwischen eingescannt und stehen als Download (PDF) zur freien Verfügung.